# Berg (Troms)
Berg was een gemeente in de Noorse provincie Troms. De gemeente telde 914 inwoners in januari 2017. Het was een van de vier gemeenten op het eiland Senja (eiland), Berg omvatte het noordwestelijk deel van het eiland. Het gemeentebestuur zetelde in het dorp Skaland. Per 1 januari 2020 werden de vier oude gemeenten samengevoegd tot een nieuwe gemeente Senja.

## Plaatsen in de gemeente
- Senjehopen
- Skaland

Balsfjord · Bardu · Dyrøy · Gratangen · Harstad · Ibestad · Kåfjord · Karlsøy · Kvæfjord · Kvænangen · Lavangen · Lyngen · Målselv · Nordreisa · Salangen · Senja · Skjervøy · Sørreisa · Storfjord · Tjeldsund · Tromsø

Voormalige gemeentes: Berg · Lenvik · Skånland · Torsken · Tranøy